# Лихтенштајн
Лихтенштајн, или званично Кнежевина Лихтенштајн је држава у западној Европи. Граничи се са Швајцарском на западу, и Аустријом на истоку. Рељеф Лихтенштајна је планински, због чега је једна од главних привредних грана зимски туризам.
То је шеста најмања нација на свету. Лихтенштајн је полууставна монархија на чијем је челу принц од Лихтенштајна.
Главни град Лихтенштајна је Вадуц, највећи град је Шан а највећа општина је Тризенберг.
Економски, Лихтенштајн има један од највећих бруто домаћих производа по особи на свету када се прилагоди паритету куповне моћи. Земља има снажан финансијски сектор са центром у Вадуцу. Некада је био познат као порески рај за милијардере, али се више не налази ни на једној званичној црној листи земаља пореског раја које не сарађују. Алпска земља, Лихтенштајн је планинска, што га чини дестинацијом за зимске спортове.
Лихтенштајн је члан Уједињених нација, Европског удружења за слободну трговину и Савета Европе. Иако није чланица Европске уније јер није осмишљена имајући на уму микродржаве, она учествује и у Шенгенском простору и у Европском економском простору. Има царинску и монетарну унију са Швајцарском.

## Историја
Садашња територија Лихтенштајна чинила је у прошлости мали део римске регије Реција. Током векова ова земља је остала јако далеко од европских стратешких интереса. Пре доласка на власт актуелне династије, била је феудални посед у власништву једног огранка породице Хабзбурговаца.
Династија Лихтенштајн је своје име добила по дворцу Лихтенштајн, здању смештеном знатно даље у Аустрији, који им је припадао од 1140. до 13. века, да би им коначно био враћен 1807. Вековима су чланови династије Лихтенштајн узимали у посед велика подручја, нарочито у Моравској, Доњој Аустрији и Штајерској, не успевајући ипак да избегну старатељство крупније властеле, пре свих Хабзбурговаца, којима су често нудили своје саветничке услуге. С обзиром на то да ниједна њихова територија није била под директном надлежношћу цара, династија Лихтенштајн није могла да учествује у раду Рајхстага.
Породица је, желећи да увећа своју моћ добијањем столице у Рајхстагу, почела да чини све како би приграбила поседе зване unmittelbar, то јест поседе којима је једини сизерен цар лично. После дугих преговора, то им је најзад пошло за руком куповином две минијатурне грофовије Шеленберг и Вадуц од Хабзбурговаца, редом 1699. и 1712. године.
Ова две парцеле су испуњавале тражене критеријуме, тако да их је цар Карло VI ујединио и уздигао на ранг кнежевине, 23. јануара 1719, наденувши им име Лихтенштајн, у част свог новог кнеза Антона Флоријана од Лихтенштајна. Управо тада Лихтенштајн постаје суверена држава у саставу Светог римског царства. Имајући у виду да је ова трансакција била чисто политичка, принчеви Лихтенштајна су се нашли на својој новој земљи тек после неколико деценија.
Године 1806, Свето римско царство пало је под власт Француске. Овај догађај значајно је утицао на Лихтенштајн: окоштале политичке и административне структуре урушиле су се убрзо по царевој абдикацији; на његово место дошао је Наполеон. Тиме је Лихтенштајн ослобођен притисака и сваког спољног утицаја и по први пут у својој историји постаје уистину независан. Почев од тада, своју судбину је везао за Аустрију.
Током Другог светског рата Лихтенштајн је сачувао неутралност; породично богатство које се нашло у зони борбених дејстава премештено је у унутрашњост територије и у Лондон, да би се сачувало. По завршетку рата Чехословачка и Пољска припојиле су неколико немачких земаља, што је имало за последицу одузимање целокупних поседа од чланова династије Лихтенштајн, оних који су традиционално били у њиховом власништву. Ту се, пре свега, мисли на Бохемију, Моравску и Шлеску. Кнежеви династије живели су у Бечу почев од 1938. године. Експропријацијом је обухваћено 1.600 km² шума и обрадивог земљишта, као и неколико замкова и породичних палата; то је још и сада предмет расправе на Међународном суду правде. Тензија је појачана за време Хладног рата, када су тадашње власти Чехословачке забраниле улазак грађанима Лихтенштајна на поменуте територије.
Финансијске тешкоће које су задесиле породицу после рата приморале су је да се одрекне неколико вредних уметничких предмета, посебно Да Винчијеве слике Ђиневра де Бенчи (Ginevra de Benci), коју је откупила Влада САД. Економска криза која је потом уследила присилила је малу државу да се више приближи Швајцарској и да са њом закључи монетарну и царинску унију.
Ови напори уродили су плодом и земља се отада убрзано развија. Током наредних неколико деценија кнежевина ће ући у еру просперитета и економске модернизације, посебно захваљујући стварању повољних пореских олакшица које привлаче многобројне фирме. Владар Лихтенштајна данас се убраја међу најбогатије шефове држава на свету, са иметком који се процењује на три милијарде евра. Становништво, исто тако, ужива у једном од највиших животних стандарда на планети.

## Политика
Лихтенштајн је парламентарна демократија на чијем је челу тренутно кнез (Fürst) Ханс-Адам Други, који је ступио на престо после смрти свога оца 1989. године. Парламент Лихтенштајна, Landtag, састављен је од 25 посланика које бирају грађани. Влада, коју сачињава пет министара, руководи текућим пословима.
На референдуму одржаном 1. јула 1984, који је кнез здушно подупро, бирачи (дотада искључиво мушкарци) изјаснили су се у корист давања права гласа женама, али само на националним изборима (не и локалним).
За разлику од многих других уставних монархија, Устав Лихтенштајна даје кнезу више значајних овлашћења, што често изазива полемике око тога да ли је држава, заправо, апсолутна монархија. Критике су, међутим, изгубиле доста на легитимитету после референдума, одржаног у марту 2003, који је потврдио снажну народну приврженост актуелном моделу власти. Сем тога, кнез Ханс-Адам и његова породица били су спремни да оду за Беч за случај да су њихова уставна овлашћења била доведена у питање.

## Географија

### Положај
Државе са којима се Лихтенштајн граничи су Швајцарска и Аустрија. Лихтенштајн, који нема излаз на море, окружен је државама које, такође, са своје стране немају излаз на море. Једина земља на свету која се налази у истој ситуацији је Узбекистан. Укупна дужина граница кнежевине износи 76 km, од тога је 41 km са Швајцарском и 35 km са Аустријом. Површина државе износи 160 km².

### Геологија и рељеф
Лихтенштајн је смештен у Алпима, дуж долине реке Рајне. Река целом својом дужином чини природну границу према западу. На истоку планине досежу велике висине, највиши врх Граушпиц се налази на 2.599 m надморске висине. Ветрови који преовладавају на југу, међутим, благотворно делују на климу. У планинском делу падне око 2000 mm/m² падавина годишње, а у низијском око 800 mm/m².
Зими на падинама прекривеним снегом окупљају се љубитељи зимских спортова.

### Воде
Рајна је најдужа и највећа водена површина у Лихтенштајну. Са дужином од приближно 27 километара, представља природну границу са Швајцарском и од великог је значаја за водоснабдевање Лихтенштајна. Рајна је важно рекреативно подручје за становништво. Са 10 километара, Самина је друга најдужа река у Кнежевини. Немирна река почиње код Тризенберга и улива се у Ил у Аустрији (близу Фелдкирха).
Једино природно формирано језеро у Лихтенштајну је Гампринер Зеле са површином од свега 2,6 ха, које је настало тек 1927. поплавом Рајне са огромном ерозијом. Налази се у северном делу земље код села Бендерн-Гамприн, а настало је као последица великог изливања реке Рајне 1927. Језеро лежи на надморској висини од 435 метара, а максимална дубина је до 6 метара. Језеро се водом снабдева из реке путем вештачки изграђеног цевовда. Поред тога, постоје и друга вештачки створена језера, која се углавном користе за производњу електричне енергије. Једно од њих је резервоар Стег, највеће језеро у Лихтенштајну.

### Флора и фауна
Постоје четири категорије заштићених подручја у Лихтенштајну: подручје заштите природе, подручја заштите шума, подручје заштите биља и подручје заштите пејзажа. Заштитна подручја природе и шума су две најстроже заштићене категорије, са фокусом на очување станишта угрожених животињских и биљних врста. Они су заштићени законом или уредбом и укључују циљеве очувања и развоја. Девет подручја заштите природе су углавном мочварна подручја и налазе се у долини Рајне. Они служе за заштиту мочвара и вода. Највеће подручје заштите природе, Руггеллер Риет, је најзначајније подручје за размножавање птица у Лихтенштајну и мочварно подручје од међународног значаја.
Лихтенштајн има фауну и флору богату врстама због своје локације у долини Алпске Рајне. Ова долина је гранични регион у смислу геологије, гео-ботанике и зоогеографије. Овде се спајају источни и западни Алпи и преклапају се флора и фауна источних и западних Алпа. Лихтенштајн одржава сопствене црвене листе, које одговарају критеријумима ИУЦН-а и узимајући у обзир његове посебно мале околности. Очување и унапређење шумског биодиверзитета почива на три стуба готово природног узгоја шума, шумских резервата и посебних шумских површина, као и на малим стаништима вредним заштите. У шуми је забрањена употреба пестицида и ђубрива.

### Клима
Клима је планинска и континентална.

## Друштво

### Становништво
Са популацијом од 39.315 на дан 31. децембра 2021. Лихтенштајн је четврта најмања држава у Европи; Ватикан, Сан Марино и Монако имају мање становника. Његово становништво углавном говори алемански језик, иако је једна трећина страног порекла, пре свега немачки говорници из Немачке, Аустрије и Швајцарске, заједно са другим Швајцарцима, Италијанима и Турцима. Људи рођени у иностранству чине две трећине радне снаге у земљи.
Само две трећине популације су пореклом из Лихтенштајна (65,8%). 20,1% становника је дошло из земаља у којима се говори немачки језик (махом из Швајцарске, Аустрије, Немачке). Следе затим Италијани (3,3%), избеглице из бивше Југославије (3,3%), Турци и остали (мање од 5%).

### Језик
У Лихтенштајну, као уосталом и у целом немачком говорном подручју Швајцарске, говорни језик је алемански дијалекат произашао из немачког. И поред тога, немачки је званични језик администрације. Лихтенштајн је једина земља у свету која је усвојила искључиво стандардни немачки као јединствени национални језик (Немачка и Аустрија, рецимо, признају бројне мањинске дијалекте).

### Религија
Према једној скорашњој анкети, 75,7% житеља ове кнежевине се изјаснило као католици, насупрот 8% протестаната или православца и 4,2% муслимана. 10,9% грађана није се изјаснило.
Дана 2. децембра 1997, узевши у обзир дугогодишњу католичку традицију Лихтенштајна, папа Јован Павле Други установио је град Вадуц за центар бискупије. Али та одлука, коју је Ватикан донео без претходног консултовања са Владом Лихтенштајна, наишла је на велико оспоравање становништва. Афера је навела одређен број грађана Лихтенштајна католичке конфесије да, почетком 1998, оформе милитантну организацију која се залаже за отворенију Цркву.
Циљ уздизања на ранг надбискупије био је да се омогући частан одлазак монсињору Хасу, бискупу Коара, много оспораваном нарочито у Цириху. Устав Швајцарске (у то време) није дозвољавао Католичкој цркви да мења границе дијецеза на њеној територији (заоставштина верских ратова из 19. века); једини начин да се одвоји парче те дијецезе био је издвајање Лихтенштајна, који је чинио њен сасвим мали део. А да то не би изгледало као санкција (казна), монсињор Хас је том приликом стекао виши чин, поставши надбискуп.

## Административна подела
Лихтенштајн је подјељен на 11 општина (Gemeinden). Једна општина у Лихтенштајну обухвата само једно место. Пет од 11 општина налази се у долини Рајне (њем. Unterland), а остале у вишим предјелима (њем. Oberland).

## Привреда
Упркос малој површини и ограниченим природним ресурсима, Лихтенштајн се одликује просперитетном привредом заснованом на моделу слободног тржишта и високом нивоу индустријализације (индустријски објекти, опрема итд.). Кнежевина се у погледу финансија, као и животног стандарда становништва, може у потпуности поредити са најбогатијим урбаним регијама својих великих европских суседа.
Веома привлачан порез на добит предузећа (највиша стопа је 18%, просечна европска пење се отприлике на 30%) и разне друге олакшице подстакле су преко 74.000 мултинационалних компанија да отворе своје седиште у Лихтенштајну, најчешће у виду обичног поштанског сандучета. Кнежевина на тај начин црпе 30% својих прихода. Но, по узору на друга пореска уточишта какав је Монако, Лихтенштајн је недавно појачао напоре како би оповргао своју репутацију међународног центра за прање новца.
Лихтенштајн, који је принуђен да увози преко 90% својих енергетских потреба, налази се у царинској и монетарној унији са Швајцарском, те према томе користи швајцарски франак као националну валуту. Кнежевина је, иначе, чланица Европског економског простора (EEE) почев од маја 1995, а влада настоји да хармонизује економску политику са политиком Европске уније. Незапосленост, иако удвостручена у односу на 2000. годину, не прелази 2,2% у трећем тромесечју 2004, што је најмањи постотак у целом EEE.

## Култура
У кнежевини се одржава велики број уметничких и културних дешавања. Популарну културу проноси, превасходно, млађа генерација, која је изнедрила многобројне рок и поп музичке саставе чији реноме често превазилази локалне границе.
Бројна удружења основана су са циљем да организују изложбе и разне друге манифестације. Народни музеј (Landesmuseum), свечано отворен у новембру 2003, придружио се другим културним установама у кнежевини: Музеју уметности (Kunstmuseum), Поштанском музеју (Postmuseum), Електричарски музеј (Elektrizitätsmuseum Lawena)
Једино позориште у кнежевини, Позориште на Црквеном тргу (Theater am Kirchplatz), налази се у Шану. Али, од октобра 2003. у Вадуцу се налази и , који организује концерте, хумористичке тачке и представљање кратких позоришних комада. Кнежевина се може подичити неколицином домаћих уметника који су заиста признати у свом пољу рада, као што је вајар Георг Малин или сликари Бруно Кауфман и Мартин Фромелт.
Музичка школа је уређена у Кући Рајнбергера у Вадуцу (Musikschule Rheinbergerhaus)

## Саобраћај
Друмска мрежа Лихтенштајна, добро одржавана, дугачка је отприлике 140 km. Не постоји ниједан ауто-пут а саобраћајни прописи, као и сви саобраћајни знаци, идентични су, уз неколико изузетака, онима у Швајцарској. Ти изузеци се односе, пре свега, на дозвољени ниво алкохола у крви (0,8 промила наспрам 0,4 промила у Швајцарској).
Иако је закључио поштанску унију са Швајцарском, Лихтенштајн располаже властитим поштанским маркама, као и међународним позивним бројем (+423).
Дужина пруге износи 9,5 km, и њоме се остварује веза између швајцарског града Букса и аустријског града Фелдкирха. Пругу, стога, одржавају и њоме управљају Аустријске државне железнице, ÖBB (Österreichische Bundesbahn). Јавно предузеће Liechtenstein Bus (LBA) обезбеђује транспортно опслуживање свих општина Лихтенштајна. Аутобуси LBA повезују, исто тако, кнежевину са швајцарским општинама Сарганс, Букс и Севелен. Јавно предузеће Liechtenstein Bus (LBA) продало је један „мерцедес 0405“ за потребе места Барлад у Румунији.

## Војска
Војска Лихтенштајна следи политику неутралности и једна је од ретких земаља у свету која је желела да укине војску. Војска је убрзо укинута након Аустријско-пруског рата у којем је Лихтенштајн имао војску од 80 људи, мада нису били укључени у борбе.
Након тог рата, парламент Лихтенштајна је одбио да обезбеди средства за одржавање војске. Кнез се успротивио, јер би такав потез ослабио земљу, и земља би била лак плен за велике силе. Последњи војник који је служио војску Лихтенштајна, је умро 1939. године, у својој 95. години.

## Спорт
Фудбалски тимови Лихтенштајна такмиче се у швајцарској лиги. Фудбалски куп Лихтенштајна омогућује сваке године најбољој екипи у земљи да уђе у Куп УЕФА. Најчешће је то ФК Вадуц који иначе игра у другој швајцарској лиги, а повремено и у Првој лиги. Свој највећи успех у такмичењу Лиге шампиона постигао је у квалификацијама 1996. године, победивши Летонце из ФК Университате Рига резултатом 4:2. У наредном колу сусрели су се са Пари Сен Жерменом, након чега су елиминисани из даљег такмичења укупним резултатом 0:7 (0:4 у Вадуцу и 3:0 у Паризу).
Фудбалска репрезентација Лихтенштајна традиционално је лак плен сваког противника. Лихтенштајнци су, међутим, имали једну изванредну седмицу у јесен 2004. године, током квалификационих мечева за одлазак на Светско првенство у фудбалу 2006, изборивши нерешен резултат 2:2 у дуелу са Португалом у Вадуцу, да би након тога тријумфовали над Луксембургом са 4:0. Такмичење су завршили као претпоследњи у својој квалификационој групи са освојених 8 бодова (нерешено са Португалом, победа над Луксембургом, нерешено са Словачком (0:0) и још једна победа против Луксембурга (3:0).
Као планинска земља Лихтенштајн постиже добре резултате у зимским спортовима, нарочито у алпском скијању. Хани Венцел је тако освојила две медаље на Зимским олимпијским играма у САД, у Лејк Плесиду 1980. године.
Спортисти ове земље побрали су укупно девет олимпијских медаља (две златне, две сребрне и пет бронзаних).